# Steinweg (Düren)

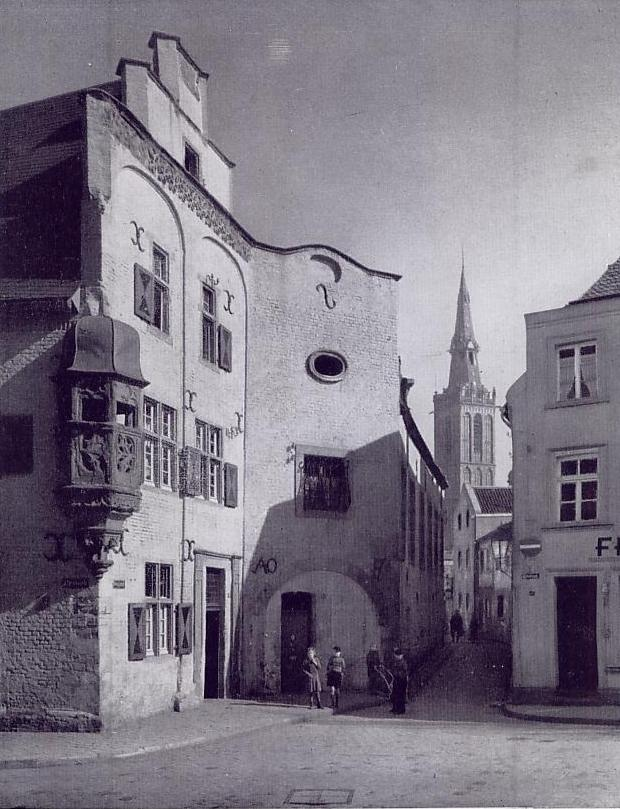
Das Eckhaus

Der Steinweg in der Kreisstadt Düren (Nordrhein-Westfalen) ist eine alte Innerortsstraße.

## Lage
Die Straße verbindet den Annaplatz mit St. Anna und dem Altenteich. Die Straße lag früher innerhalb der Dürener Stadtbefestigung.
An der Einmündung zum Bongard stand ein Erkerhaus, das fälschlicherweise oft als Gewandhaus bezeichnet wird und beim Luftangriff vom 16. November 1944 völlig zerstört wurde.

## Geschichte
Der Steinweg wurde bereits 1364 erwähnt. In den damaligen Unterlagen steht:

„Er lag in der Nähe der jetzigen Annakirche grenzte an den sogenannten lateinischen und deutschen Kirchhof, umfaßte das Höfchen, den Bongard, den Steinweg und die Strecke längst dem Altenteich und der Weierstraße bis zum Hühnermarkt.“

Der Steinweg soll die erste gepflasterte Straße als Auffahrt zur Königspfalz gewesen sein. Zeitweise hieß die Straße auch Lutherische Gasse, weil dort die 1779 eingeweihte Kirche der Lutheraner gelegen hat.
An der Stelle des kriegszerstörten Geburtshauses von Hermann Heinrich Gossen, dem Haus Steinweg 9, befindet sich eine Tafel mit folgendem Text:

„Zur Erinnerung an den Volkswirtschaftler Hermann Heinrich Gossen, *7.9.1810 in Düren, † 13.2.1858 in Köln“